# Građanski Zagreb
Građanski Zagreb was een Kroatische voetbalclub uit de hoofdstad Zagreb. De volledige naam van de club was Prvi Hrvatski Građanski Športski Klub (1.PHGŠK) wat zoveel betekent als Eerste Kroatische Burgersportclub. 
Gradanski werd in 1911 opgericht en was dominant in de beginjaren van het Joegoslavische voetbal. De club werd 5 keer landskampioen van het Koninkrijk Joegoslavië. Tijdens de Tweede Wereldoorlog was er een aparte competitie in Kroatië, waar de club ook twee keer de titel haalde.
Na de oorlog werd Gradanski opgeheven. Vele spelers stapten over naar Partizan Belgrado en naar de nieuwe club uit de stad, Dinamo Zagreb. In 1971 nam Dinamo het wapenschild en clubkleuren van Gradanski over.

## Erelijst
- Landskampioen Joegoslavië

1923, 1926, 1928, 1937, 1940
- Landskampioen Kroatië

1941, 1943
- Beker van Kroatië

1941

## Gradanski in Europa
| Seizoen | Competitie | Ronde | Land                                      | Club               | Score             |
| ------- | ---------- | ----- | ----------------------------------------- | ------------------ | ----------------- |
| 1928    | Mitropacup | 1/4   | Vlag van Tsjechië                         | SK Viktoria Žižkov | 3-2, 1-6          |
| 1937    | Mitropacup | 1/8   | Vlag van Italië (1861-1946)               | Genova 1893        | 1-3, 0-3          |
| 1940    | Mitropacup | 1/4   | Vlag van Hongarije (1915-1918, 1919-1946) | Újpest FC          | 4-0, 1-0          |
|         |            | 1/2   | Vlag van Tsjechië                         | Slavia Praag       | 0-0, 0-0, 1-1 (k) |